# Чемпионат России по лёгкой атлетике 1912
5-й чемпионат России по лёгкой атлетике прошёл 8 сентября 1912 года в Москве. Соревнования состоялись в 10 легкоатлетических дисциплинах. Изначально турнир был запланирован на 25 августа, однако в связи с празднованием в городе 100-летней годовщины Бородинской битвы, старт был отложен на 2 недели.

## Соревнования
В чемпионате участвовало около 100 спортсменов из 16 спортивных клубов Москвы, Санкт-Петербурга, Риги и Киева. Перенос соревнований негативным образом повлиял на качество показанных результатов. Например, многие сильнейшие атлеты из Риги не смогли приехать в назначенный день, поскольку не имели в это время отпусков и каникул. А на самом турнире впервые в истории не было побито ни одного рекорда России.
Состязания собрали внушительную аудиторию из 2 тысяч зрителей. Первую медаль чемпионатов России (и сразу золотую) добыл представитель Киева. Им стал Карл Вешке, выигравший 2 дисциплины — бег на 100 метров и прыжок в длину. В обоих случаях для победы ему хватило весьма скромных результатов, 12,0 и 6,19 м соответственно. Ещё одним двукратным чемпионом стал Пётр Гаевский (бег на 400 м и 1500 м).

## Медалисты
| Дисциплина        | Золото                                            | Золото   | Серебро                                            | Серебро | Бронза                                | Бронза  |
| ----------------- | ------------------------------------------------- | -------- | -------------------------------------------------- | ------- | ------------------------------------- | ------- |
| 100 м             | Карл Вешке «Спорт» Киев                           | 12,0     | Борис Котов КЛ Москва                              | 12,2    | Александр Шульц КЛ Москва             | 12,2    |
| 400 м             | Пётр Гаевский «Нарва» Санкт-Петербург             | 56,4     | Арнольд Индриксон 2-е Общество велосипедистов Рига | 57,0    | Карл Вешке «Спорт» Киев               | 57,4    |
| 1500 м            | Пётр Гаевский «Нарва» Санкт-Петербург             | 4.36,2   | Николай Владимиров КЛС Москва                      | 4.37,0  | Август Фрост ОЛЛС Москва              | 4.40,0  |
| 110 м с барьерами | Александр Шульц КЛ Москва                         | 17,2     | Пётр Гаевский «Нарва» Санкт-Петербург              | 17,2    | Борис Котов КЛ Москва                 | 18,2    |
| Прыжок в высоту   | Владимир Романов Павловско-Тярлевский КС Павловск | 1,60 м   | Борис Котов КЛ Москва                              | 1,55 м  | Эрих Валли «Унитас» Санкт-Петербург   | 1,55 м  |
| Прыжок с шестом   | Ульрих Бааш КЛС Санкт-Петербург                   | 3,00 м   | Александр Тамман «Унион» Москва                    | 2,95 м  | Павел Штиглиц КЛС Санкт-Петербург     | 2,80 м  |
| Прыжок в длину    | Карл Вешке «Спорт» Киев                           | 6,19 м   | Владимир Романов Павловско-Тярлевский КС Павловск  | 5,99 м  | Пётр Гаевский «Нарва» Санкт-Петербург | 5,95 м  |
| Толкание ядра     | Георгий Гантварг КЛС Санкт-Петербург              | 10,485 м | Эрих Валли «Унитас» Санкт-Петербург                | 10,48 м | Александр Шульц КЛ Москва             | 10,38 м |
| Метание диска     | Николай Неклепаев КЛС Санкт-Петербург             | 33,38 м  | Эрих Валли «Унитас» Санкт-Петербург                | 33,18 м | Альфред Шварц КЛС Санкт-Петербург     | 32,68 м |
| Метание копья     | Николай Шведревиц «Унион» Рига                    | 47,34 м  | Николай Неклепаев КЛС Санкт-Петербург              | 44,45 м | Эрих Валли «Унитас» Санкт-Петербург   | 43,84 м |